# Gianluca Nijholt
Gianluca Franciscus Nijholt (Utrecht, 14 febbraio 1990) è un ex calciatore olandese, di ruolo centrocampista.

## Biografia
È il figlio dell'allenatore ed ex calciatore Luc Nijholt.